# 阮氏玉珴
安泰公主阮氏玉珴（越南语：／；1796年11月21日—1856年），阮朝嘉隆帝第七女，生母是婕妤楊氏養。
景興五十七年十月二十日（1796年11月21日），阮氏玉珴出生。嘉隆十七年（1818年），公主23歲，下嫁快州郡公阮德川庶長子阮德禪。同年（1818年），駙馬阮德禪去世，兩人未育有子女。公主後來改嫁鎮西領兵武曰俊（侍內統制武曰寶長子）。明命二十一年（1840年），武曰俊在戰場受傷去世。嗣德七年（1854年），嗣德帝封玉珴為安泰公主。嗣德九年（1856年），公主去世，享年六十一歲，諡柔和。
安泰公主育有三子二女。